# Porchowa
Porchowa (ukr. Порохова) – wieś na Ukrainie w rejonie czortkowskim obwodu tarnopolskiego.

## Historia
Pierwsze wzmianki o miejscowości z 1452 i 1456 r. Lokowanie miasta Porchowej przez Buczackich herbu Abdank w ziemi halickiej zalicza się do nieudanych. Przez pewien czas właścicielami dóbr ziemskich we wsi byli hrabia Baworowscy.
W II Rzeczypospolitej miejscowość stanowiła początkowo samodzielną gminę jednostkową. 1 sierpnia 1934 roku w ramach reformy na podstawie ustawy scaleniowej została włączona do zbiorowej gminy wiejskiej Zubrzec w powiecie buczackim, w województwie tarnopolskim.
W 1931 r. wieś liczyła 3536 mieszkańców, wśród których przeważali Polacy. Pozostali to Ukraińcy i Żydzi. W 1945 r. nacjonaliści ukraińscy z OUN – UPA zamordowali tu 6 Polaków.
Od 1990 wieś jest siedzibą rady wiejskiej.

## Zabytki
- kościół parafialny pw. Najświętszej Panny Marii Królowej Korony Polskiej – pierwsza świątynia, wzniesiona przez właściciela ziemskiego Artura Zarembę-Cieleckiego w 1893 r., była drewniana. Powstała tu ekspozytura parafialna w 1907 r., a następnie samodzielna parafia w 1925 r. Według projektu architekta lwowskiego Bronisława Wiktora wzniesiono w latach 1925–1929 kościół murowany, a drewniany rozebrano. Kościół zamknięto i zamieniono ma magazyn w 1945 r., zwrócono katolikom w 1993 r., odnowiono i na nowo konsekrowano w 1995 r[2].
- pałacyk murowany, wybudowany w połowie XIX w. przez Alfreda Cieleckiego[7]. Dziedzicem majątku Porchowa był Artur Cielecki-Zaremba.